# Waldburg (Niemcy)
Waldburg – miejscowość i gmina w Niemczech, w kraju związkowym Badenia-Wirtembergia, w rejencji Tybinga, w regionie Bodensee-Oberschwaben, w powiecie Ravensburg, wchodzi w skład związku gmin Gullen.

## Bibliografia

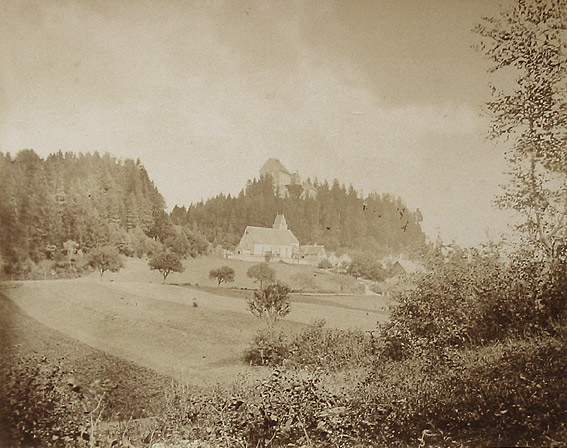
Waldburg w 1870

## Współpraca
Miejscowość partnerska:
- Waldburg, Austria